# Flandrijski Brabant
Flandrijski Brabant (nizozemsko Vlaams-Brabant, francosko Brabant flamand) ali Flamski Brabant je ena izmed desetih provinc Belgije in je po Valonskem Brabantu najmanjša provinca. Nahaja se v središču države in meji na province Antwerpen, Limburg, Lièga, Valonski Brabant, Hainaut in Vzhodna Flandrija ter obkroža Regijo Bruselj - glavno mesto. Najpomembnejša mesta so Leuven, Vilvoorde, Halle, Tienen, Aarschot in Diest.

## Etimologija
Leta 1995 je bila nekdanja provinca Brabant razdeljena v dve provinci: Flandrijski Brabant in Valonski Brabant. 'Flandrijski' v imenu označuje nizozemsko govoreči del Brabanta in ni pridevnik zgodovinske Grofovije Flandrije, saj kljub občinam, kot so Liedekerke, Borchtlombeek in Opwijk, Flandrijski Brabant nikoli ni bil del Grofije Flandrije. Namesto tega je bil del vojvodine Brabant. 
Brabant je bil tudi ime bivše province ter zgodovinske vojvodine. 'Brabant' izhaja iz imena območja iz karolinške dobe 'pagus bracbantis'. 'Bra(e)cbant' pomeni 'močvirnata (brac) dežela (bant)'.

## Zgodovina
Leta 1795 so ukinili francozi vojvodino Brabant in ustvarili arrondissement Dijle, v čem so razdelili večino območja današnjega Flandrijskega Brabanta. Ko so premagali francozov na koncu Napoleonskih vojn, je območje postalo del Kraljevine Združene Nizozemske in postalo provinca Južni Brabant. Po osamosvojitvi Belgije je spremenila provinca ime v Brabant, saj je ostala provinca Severni Brabant del Nizozemske. 
Na Sporazumu svetega Mihaela, 16. julija 1993, kjer je bila Belgijska država formalno preoblikovana v federativno državo, so razdelili provinco Brabant v Flandrijski in Valonski Brabant, ki pripadata regijama Flandrije in Valonije, ter regijo Bruselj - Glavno mesto. Ta odločitev je začela veljati 1. januarja 1995.

## Šport

### Ekipni šport
V Flandrijskem Brabantu, zlasti v mestu Leuven, nastopajo številne ekipe na najvišji ravni v različnih športih. OH Leuven je prvoligaš v nogometu, Stella Artois Leuven Bears, krajše Leuven Bears, v košarki, Volley Haasrode Leuven v odbojki in KHC Leuven v hokeju na travi. Tako moška kot ženska selekcija kluba OH Leuven tekmujeta v belgijski prvi ligi.

### Individualni šport
Brabantska puščica, ena izmed Flandrijskih klasikov, je enodnevna kolesarska dirka, ki se tradicionalno odvijal v nedeljo pred Dirko po Flandriji. Od leta 2010 pa poteka v sredo pred dirko Amstel Gold Race. Leta 2024 so organizatorji sprejeli odločitev, da se dirka premakne na petek pred Amstel Gold Race. Trasa se začne na Kralj Boudewijnovi cesti v Leuvenu in poteka preko brabantskih vzponov do cilja v mestu Overijse. Poleg Brabantske puščice je v Flandrijskem Brabantu znana tudi enodnevna kolesarska dirka Dirka po Hagelandu.

## Galerija
- Mestna hiša v Leuvenu
- Bazilika Naše ljube Gospe v Scherpenheuvlu
- Beginski samostan v Diestu
- Rojstna hiša svetega patra Damijana v Tremelu
- Kraljevi muzej za Srednjo Afriko v Tervurnu
- Zgled na Pajottenland z Grada Gaasbeeka